# Sofia Richie
Sofia Alexandra Richie Grainge (Los Ángeles, California; 24 de agosto de 1998) es una personalidad de redes sociales estadounidense. Ha aparecido en numerosas campañas de marcas como Tommy Hilfiger, Michael Kors. Es la hija menor del cantante y compositor Lionel Richie y medio hermana adoptiva de la diseñadora de moda y personaje televisivo Nicole Richie.

## Primeros años
Sofia Richie nació en Los Ángeles, California como hija de Lionel Richie y su segunda esposa Diane Alexander. Es la hermana menor de Nicole Richie (quien fue adoptada) y la hermana biólogica de Miles Richie. Su padrino fue Michael Jackson. Según ella misma, sus visitas al Rancho Neverland son de sus mejor memorias de cuando era pequeña, y se hizo buena amiga de su hija, Paris.
Richie creció con una afinidad por la música como su padre. Aprendió a cantar a los cinco años y a tocar el piano a los 7. Hizo apariciones ocasionales en programas con su padre y recibió clases del instructor vocal, Tim Carter, con 14 años. Decidió distanciarse del mundo de la música debido a tener que vivir a la sombra de su padre.

## Carrera

### Modelaje

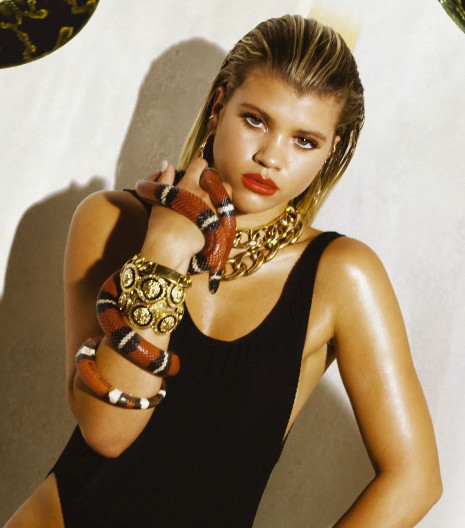
Sofia Richie de Eric Longden.

Richie comenzó a modelar a los 14 años en la Teen Vogue y a los 15 firmó su primer contrato con Mary Grace Swim. Al siguiente año, Richie firmó con la agencia Select Model Management. En 2014, Richie apareció en Who What Wear y NationAlist Magazine, y colaboró con Teen Vogue y Olay. Ha aparecido en editoriales para Elle Girl, Nylon, Dazed, Fault, Unleash'd y Love Culture.
Hizo su debut en la pasarela en febrero de 2016 para la "Go Red For Women Red Dress Collection" en la New York Fashion Week. Richie ha, desde entonces, desfilado para Chanel, Jeremy Scott, Philipp Plein, Yeezy de Kanye West, Samantha Thavasa y Dolce & Gabbana. Richie ha figurado en campañas para DL1961, Madonna, Adidas, Michael Kors, Pretty Little Thing y Tommy Hilfiger. Ha hecho sesiones de fotos para Elle y Vanity Fair y ha aparecido en la portada de Complex y Billboard..

### Diseño
Richie colaboró con Frankie's Bikinis para sacar a la venta una colección de trajes de baño, lanzado el 8 de julio de 2019.
Richie diseñó una línea de ropa llamada "Sofia Richie x Missguided" para la marca Missguided, que salió al mercado el 17 de septiembre de 2019.

## Vida personal
Richie comenzó una relación con la figura televisiva Scott Disick en mayo de 2017. En mayo de 2020 decidieron romper definitivamente la relación debido a los constantes problemas que la pareja tenía debido a la relación de este último con la familia de su exmujer Kourtney Kardashian así como la relación coparental que ambos mantenían.
En abril de 2021, se confirma su relación con el empresario Elliot Grainge. En mayo de 2022 se hace público su compromiso por el que tuvo que convertirse al judaísmo. El 22 de abril de 2023 se casaron en el sur de Francia. El 25 de enero de 2024 confirmó que estaban esperando a su primer bebé, una niña. Su hija Eloise Samantha Grainge nació el 20 de mayo de 2024.

## Filmografía
| Año  | Título                | Papeles    | Notas                  |
| ---- | --------------------- | ---------- | ---------------------- |
| 2014 | Candidly Nicole       | Ella misma | 3 episodios            |
| 2016 | Red, White and Bootsy | Ella misma | Película de televisión |

| Año  | Título    | Papel      | Notas |
| ---- | --------- | ---------- | ----- |
| 2018 | Ocean's 8 | Ella misma | Cameo |